# Медаль «За оборону Києва»
Меда́ль «За оборо́ну Ки́єва» — державна нагорода СРСР, остання медаль СРСР із серії нагород «За оборону…». Її засновано Указом Президії Верховної Ради СРСР від 21 червня 1961 року.

## Опис медалі
Медаль «За оборону Києва» — кругла, виготовлена з латуні. На лицьовому боці — зображення будинку Верховної Ради України з прапором над куполом, на фоні будинку — фігури солдата, матроса, робітника і партизанки з гвинтівками наперевіс. Під фігурами вздовж нижнього краю медалі — дві лаврові гілки, з'єднані стрічкою із п'ятипроменевою зіркою посередині. Вздовж верхнього краю медалі — напис «За оборону Киева». На зворотному боці — напис «За нашу Советскую Родину», серп і молот.

## Історія нагороди
Оборона Києва у липні — вересні 1941 р. була однією з найбільших операцій Червоної армії початкового періоду війни. Для взяття Києва німецьке командування сконцентрувало на південному напрямі групу армій «Південь». До її складу входило 5 армій, танкова група і угорський корпус. Використовуючи значну перевагу в живій силі та техніці на напрямі головного удару, противник 11 липня 1941 р. вийшов до р. Ірпінь, за 15 — 20 км на захід від Києва. Тут, на найближчих підступах до міста, вперті бої тривали 70 діб.
За короткий час Київ перетворився в могутній оборонний район. У спорудженні укріплень активну участь брало цивільне населення. 200 тис. киян-добровольців поповнили діючу армію, 90 тис. вступило до народного ополчення.
Після напружених боїв ворог у серпні 1941 р. значними силами форсував Дніпро і зайняв плацдарми на північ та південь від Києва. Після кривавих боїв оборону радянських військ було прорвано, частину військ — оточено. 20 вересня Червона армія змушена була залишити Київ, а оточені продовжували вести кровопролитні бої.
За мужність і героїзм, виявлені киянами у боротьбі з фашистськими загарбниками, столиці України Києву в 1961 році присвоєно почесне звання «Місто-герой».
Медаллю «За оборону Києва» нагороджувалися всі учасники оборони Києва — війська Червоної армії і НКВС, цивільні особи, які обороняли місто у лавах народного ополчення, будували укріплення, працювали на підприємствах, що забезпечували потреби фронту, київські підпільники і партизани, котрі вели боротьбу з ворогом під Києвом.
Всього медаллю «За оборону Києва» нагороджено близько 150 тис. осіб.